# Geoff Cross
Pas d'image ? Cliquez ici

a Compétitions nationales et continentales officielles uniquement.

b Matchs officiels uniquement.
Dernière mise à jour le 16 février 2016.
Geoffrey Dominic Sebastian Cross dit « Geoff Cross », né le 11 décembre 1982 à Édimbourg (Écosse), est un joueur international écossais de rugby à XV évoluant au poste de pilier (1,85 m pour 116 kg). Il joue avec le club des London Irish en Premiership depuis 2014, ainsi qu'en équipe d'Écosse depuis 2009.

## Biographie
Le 22 août 2011, il est retenu dans la liste des trente joueurs sélectionnés par Andy Robinson pour disputer la coupe du monde.
Geoff Cross arrête sa carrière en 2016 pour se consacrer à la médecine.

## Carrière

### En club
- 2003-2006 : Border Reivers
- 2006-2014 : Edinburgh Rugby
- 2014 : → Glasgow Warriors
- 2014-2016 : London Irish
- 2015-2016 : → London Scottish

### En équipe nationale
Il a obtenu sa première cape le 8 février 2009 à l'occasion d'un match contre l'équipe du pays de Galles à Édimbourg (Écosse).

## Statistiques en équipe nationale
- 40 sélections (18 fois titulaire, 22 fois remplaçant)
- 10 points (2 essais)
- Sélections par année : 1 en 2009, 1 en 2010, 6 en 2011, 9 en 2012, 6 en 2013, 12 en 2014, 5 en 2015
- Tournois des Six Nations disputés : 2009, 2010, 2011, 2012, 2013, 2014, 2015

En Coupe du monde :
- 2011 : 4 sélections (Roumanie, Argentine)